# Islas de La Coronilla
Islas de La Coronilla es un pequeño archipiélago de la costa atlántica uruguaya del departamento de Rocha. Se ubica frente a Punta Coronilla y al Cerro Verde o Punta de los Loberos.
El área está comprendida dentro de la reserva de biosfera “Bañados del Este y Franja Costera” y además es parte de un sitio RAMSAR.
El área conforma el padrón N° 2643 de propiedad estatal que, hasta agosto de 2011, estuvo bajo la jurisdicción de la autoridad administrativa del parque nacional de Santa Teresa, dependiente del Servicio de Parques del Ejército (SE.PA.E.). Luego, mediante el Decreto Nº285/11, ingresa al Sistema Nacional de Áreas Protegidas.
Comprende dos islas y algunas rocas que emergen con la mar baja frente a la playa de La Coronilla:
- Isla Verde, la mayor y la más cercana a tierra, dista de la costa 1450 metros y posee una abundante vegetación de hierbas. En ella crece también un cañaveral, probablemente plantado por loberos. Además de los lobos, la habitan aves de variadas especies, entre ellas, gaviotas, biguás, teros y chorlos. De extremo a extremo mide 696 metros y su ancho máximo es de 180. En sus aguas que la bordean se encuentra la población de tortugas verdes juveniles (Chelonia mydas) más grande de Uruguay.
- Isla o Islote Coronilla, que mide unos 250 metros por 150, completa el grupo.